# Donar in het seizoen 2015-16
Het seizoen 2015–16 van Donar is het 44e seizoen van de club. Het wordt het tweede jaar onder de naam Donar, nadat Gasterra de club medio 2014 verliet als hoofdsponsor. Donar is dit seizoen de titelverdediger in de NBB-Beker. Ook neemt Donar dit jaar deel aan het EuroChallenge-toernooi, de derde Europese competitie.

## Team
Coach Ivica Skelin, die een doorlopend contract bezat, bleef niet bij de club. In zijn plaats kwam Erik Braal, hij tekende een tweejarig contract. Van de selectie uit het seizoen 2014/15 keerden alleen Ross Bekkering en Bas Veenstra terug. De Nederlandse kern werd versterkt met clubicoon Jason Dourisseau. Vier nieuwe Amerikaanse spelers namen de toegestane plekken voor buitenlanders in.

### Transfers
| Speler              | Komt van                   |
| ------------------- | -------------------------- |
| Chase Fieler        | C.B. Ourense               |
| Yannick Franke      | Challenge Sports Rotterdam |
| Niek Nieboer        | Donar U24                  |
| Skip Samson         | Akrides IJmuiden           |
| Jason Dourisseau    | S. Oliver Baskets          |
| Dexter Hope         | Aris Leeuwarden            |
| Ken Brown           | MKS Dąbrowa Górnicza       |
| Garrick Sherman     | Dinamo Tbilisi             |
| Will Sullivan       | Miami RedHawks             |
| Tommy Mason-Griffin | Ratiopharm Ulm             |

| Speler                | Vertrokken naar            |
| --------------------- | -------------------------- |
| Maarten Bouwknecht    | SPM Shoeters Den Bosch     |
| Lance Jeter           | Mitteldeutscher BC         |
| Mark Ridderhof        | Gestopt                    |
| DeJuan Wright         | WBC Raiffeisen Wels        |
| Bill Clark            | Caen Basket Calvados       |
| Stefan Mladenovic     | Challenge Sports Rotterdam |
| Craig Osaikhwuwuomwan | Landstede Basketbal        |
| Mark Sanchez          | Gestopt                    |
| Benny van der Reijden | BV Groningen               |
| Eric Peutz            | BV Groningen               |
| Thomas Koenis         | ZZ Leiden                  |

## Gebeurtenissen
- 30 juni 2015 - Donar maakt bekend dat Bas Veenstra nog minimaal twee seizoenen bij Donar blijft spelen[1]
- 22 juni 2015 – Het bestuur maakt de komst van de nieuwe hoofdcoach Erik Braal bekend.[2]
- 11 juli 2015 – Yannick Franke, topscorer in de DBL van 2014/15, tekent een contract bij Donar.[3]
- 21 juli 2015 – Donar maakt de terugkeer van clubicoon Jason Dourisseau wereldkundig.[4]

## Voorbereiding
| 12 september | Donar        | 59–72 | BG Göttingen | Göttingen |  |
| 12 september |              |       |              |           |  |
| 12 september | {{{series}}} |       |              |           |  |
|              |              |       |              |           |  |

| 16 september | Hamburg Towers | 76–78 | Donar | Hamburg |  |
| 16 september |                |       |       |         |  |
| 16 september | {{{series}}}   |       |       |         |  |
|              |                |       |       |         |  |

| 19 september | Donar        | 65–72 | Eisbären Bremerhaven | Sportcentrum Leek |  |
| 19 september |              |       |                      |                   |  |
| 19 september | {{{series}}} |       |                      |                   |  |
|              |              |       |                      |                   |  |

Open Dag
| 27 september | Donar                         | 72–74   | Löwen Braunschweig          | MartiniPlaza, Groningen |  |
| 27 september | Franke 15 Bekkering 7 Brown 5 | Verslag | Steven 15 Adler 8 Needham 5 |                         |  |
| 27 september | {{{series}}}                  |         |                             |                         |  |
|              |                               |         |                             |                         |  |

| 1 oktober | Landstede Basketbal | 69–73 | Donar | Landstede Sportcentrum |  |
| 1 oktober |                     |       |       |                        |  |
| 1 oktober | {{{series}}}        |       |       |                        |  |
|           |                     |       |       |                        |  |

## Supercup
Supercup 2015
| 4 oktober 2015 15:00 | SPM Shoeters Den Bosch        | 85–72   | Donar                                    | Maaspoort Sports & Events, 's-Hertogenbosch      |  |
| 4 oktober 2015 15:00 | Aarts 14 Wessels 7 Williams 4 | Verslag | Sullivan 17 Bekkering, Fieler 10 Brown 4 | Kwartstanden: 20-12, 22-19, 17-10, 32-26 TV: NOS |  |
| 4 oktober 2015 15:00 |                               |         |                                          |                                                  |  |
|                      |                               |         |                                          |                                                  |  |

## Dutch Basketball League

### Regulier seizoen
| No. | Datum | Tegenstander                  | Uitslag | Top scorer                | Record |
| --- | ----- | ----------------------------- | ------- | ------------------------- | ------ |
| 1   | 06-10 | vs BS Weert                   | 122–57  | Fieler 23                 | 1–0    |
| 2   | 10-10 | @ Aris Leeuwarden             | 65–73   | Franke 27                 | 2–0    |
| 3   | 13-10 | vs Challenge Sports Rotterdam | 94–78   | Franke, Bekkering 20      | 3–0    |
| 4   | 18-10 | vs Landstede Basketbal        | 66–75   | Franke, Bekkering 16      | 3–1    |
| 5   | 24-10 | @ SPM Shoeters Den Bosch      | 73–58   | Franke 15                 | 3–2    |
| 6   | 08-11 | vs ZZ Leiden                  | 77–66   | Franke 18                 | 4-2    |
| 7   | 14-11 | @ BC Apollo Amsterdam         | 81–66   | Fieler, Dourisseau 16     | 4-3    |
| 8   | 21-11 | @ Challenge Sports Rotterdam  | 68–75   | Sherman 14                | 5-3    |
| 9   | 06-12 | @ Landstede Basketbal         | 82–77   | Dourisseau 18             | 5-4    |
| 10  | 13-12 | vs SPM Shoeters Den Bosch     | 63–71   | Fieler 18                 | 5–5    |
| 11  | 17-12 | vs Aris Leeuwarden            | 76-45   | Dourisseau 17             | 6–5    |
| 12  | 19-12 | @ BS Weert                    | 70–89   | Dourisseau 19             | 7–5    |
| 13  | 09-01 | @ ZZ Leiden                   | 74–80   | Cunningham, Dourisseau 13 | 8–5    |
| 14  | 23-01 | vs Challenge Sports Rotterdam | 87-66   | Jeter 18                  | 9-5    |
| 15  | 30-01 | @ Aris Leeuwarden             | 55-10   | Bekkering 25              | 10-5   |
| 16  | 06-02 | vs Landstede Basketbal        | 83-82   | Dourisseau 18             | 11-5   |
| 17  | 14-02 | @ SPM Shoeters Den Bosch      | 53-72   | Jeter 18                  | 12-5   |
| 18  | 20-02 | vs BS Weert                   | 108-50  | Jeter 21                  | 13-5   |
| 19  | 24-02 | vs BC Apollo Amsterdam        | 91-79   | Dourisseau 16             | 14-5   |
| 20  | 05-03 | @ BC Apollo Amsterdam         | 59-79   | Fieler, 17                | 15-5   |
| 21  | 10-03 | vs ZZ Leiden                  | 86-90   | Bekkering 20              | 16-5   |
| 22  | 12-03 | @ Challenge Sports Rotterdam  | 76-66   | Dourisseau, 22            | 17-5   |
| 23  | 24-03 | @ Landstede Basketbal         | 67-69   | Bekkering, 15             | 17-6   |
| 24  | 29-03 | vs Aris Leeuwarden            | 66-96   | Bubnic, 21                | 18-6   |
| 25  | 02-04 | vs SPM Shoeters Den Bosch     | 65-81   | Fieler, 16                | 19-6   |
| 26  | 05-04 | @ BS Weert                    | 98-95   | Jeter, 23                 | 20-6   |
| 27  | 14-04 | @ ZZ Leiden                   | 67-69   | Jeter, 21                 | 20-7   |
| 28  | 16-04 | vs BC Apollo Amsterdam        | 47-98   | Fieler, 20                | 21-7   |

## FIBA Europe Cup
Nadat Donar in het seizoen 2014/15 ontbrak op het Europese niveau, keerde het dit seizoen terug in de FIBA Europe Cup. Door het winnen van de NBB-Beker 2014/15 kreeg de club een plek in de groepsfase.
| No. | Datum   | Tegenstander            | Top scorer                                                     | Uitslag | Record |
| --- | ------- | ----------------------- | -------------------------------------------------------------- | ------- | ------ |
| 5   | 21 okt. | vs Egis Körmend         | Ken Brown - 25                                                 | 78–71   | 1–0    |
| 1   | 27 okt. | vs ASVEL Basket         | Jason Dourisseau - 25 Ken Brown - 25                           | 66-85   | 1-1    |
| 2   | 3 nov.  | @ Egis Körmend          | Jason Dourisseau - 21                                          | 75-72   | 1-2    |
| 3   | 10 nov. | @ Belfius Mons-Hainaut  | Yannick Franke - 19 \| bgcolor="#fcc"; align="center" \| 90-76 | 1-3     |        |
| 4   | 17 nov. | @ ASVEL Basket          | Ken Brown - 13                                                 | 81-45   | 1-4    |
| 6   | 1 dec.  | vs Belfius Mons-Hainaut | Drazen Bubnic - 13                                             | 77-75   | 2-4    |

2009/10 · 2010/11 · 2011/12 · 2012/13 · 2013/14 · 2014/15 · 2015/16 · 2016/17 · 2017/18 · 2018/19 · 2019/20
Apollo Amsterdam · SPM Shoeters Den Bosch  · Donar · Aris Leeuwarden · ZZ Leiden · Challenge Sports Rotterdam · BS Weert · Landstede Basketbal